# Liste der Pfarren im Dekanat Neulengbach
Das Dekanat Neulengbach ist ein Dekanat der römisch-katholischen Diözese St. Pölten.

## Pfarren mit Kirchengebäuden und Kapellen
| Ort                     | Pfarrverband                              | Ink.           | Seit              | Patrozinium                      | Kirchengebäude und Kapellen                                                                                           | Bild |
| ----------------------- | ----------------------------------------- | -------------- | ----------------- | -------------------------------- | --- | ---- |
| Altlengbach             |                                           |                | 11. Jh.           | Hll. Simon und Judas             | Pfarrkirche Altlengbach Filialkirche Innermanzing                                                                     |      |
| Asperhofen              |                                           |                | 14. Jh.           | Hl. Agatha                       | Pfarrkirche Asperhofen                                                                                                |      |
| Brand-Laaben            |                                           |                | 15. Jh.           | Hl. Johannes der Täufer          | Pfarrkirche Brand-Laaben                                                                                              |      |
| Böheimkirchen           | Böheimkirchen (auch Dekanat Herzogenburg) |                | 11. Jh.           | Hl. Jakobus der Ältere           | Pfarrkirche BöheimkirchenFilialkirche Außerkasten (St. Peter am Anger), Filialkirche Lanzendorf, Ortskapelle Mechters |      |
| Eichgraben              |                                           |                | 1938 und 1939     | Hlgst. Herz Jesu                 | Pfarrkirche Eichgraben                                                                                                |      |
| Johannesberg            |                                           |                | 1785              | Hl. Johannes der Täufer          | Pfarrkirche Johannesberg                                                                                              |      |
| Kasten                  | Kasten                                    |                | 1265              | Hl. Mauritius                    | Pfarrkirche Kasten bei Böheimkirchen                                                                                  |      |
| Kirchstetten–Totzenbach | Böheimkirchen (auch Dekanat Herzogenburg) |                | 1374, neu 1784    | Allerheiligen                    | Pfarrkirche Totzenbach Filialkirche Kirchstetten                                                                      |      |
| Maria Anzbach           |                                           |                | 11. Jh.           | Maria, Mutter der Barmherzigkeit | Pfarr- und Wallfahrtskirche Maria-Anzbach                                                                             |      |
| Michelbach              | Kasten                                    |                | 1124              | Hl. Michael                      | Pfarrkirche Michelbach                                                                                                |      |
| Murstetten              |                                           |                | um 1200, neu 1719 | Verklärung Christi               | Pfarrkirche Murstetten                                                                                                |      |
| Neulengbach             |                                           |                | um 1200, neu 1784 | Allerhlgst. Dreifaltigkeit       | Pfarrkirche Neulengbach Filialkirche St. Laurentius                                                                   |      |
| Ollersbach              |                                           |                | 13. Jh.           | Mariä Himmelfahrt                | Pfarrkirche Ollersbach Filialkirche Kirchstetten                                                                      |      |
| Pyhra bei St. Pölten    |                                           | Göttweig (OSB) | um 1080           | Hl. Margareta                    | Pfarrkirche Pyhra bei St. Pölten                                                                                      |      |
| St. Christophen         |                                           |                | 11. Jh.           | Hl. Christophorus                | Pfarrkirche St. Christophen                                                                                           |      |
| Stössing                | Kasten                                    |                | 1784              | Hl. Ägidius                      | Pfarrkirche Stössing                                                                                                  |      |
| Wald                    |                                           |                | 1838              | Mariä Himmelfahrt                | Pfarrkirche Wald in Pyhra                                                                                             |      |
| Würmla                  |                                           |                | 14. Jh., neu 1719 | Hl. Ulrich                       | Pfarrkirche Würmla |      |

## Dekanat Neulengbach
Das Dekanat umfasst 18 Pfarren.
Dechanten
- seit 2004 Wilhelm Schuh, Pfarrer in Maria Anzbach und Eichgraben[1], Erzdechant der 10 Dekanate des Mostviertels seit Oktober 2013[2]